# Vrij Technisch Instituut Lier
Het Vrij Technisch Instituut Lier, veelal afgekort VTI-Lier genoemd, is een katholieke secundaire school voor technisch en beroepsonderwijs, in de stad Lier, in de Belgische provincie Antwerpen. De school werd in 1910 opgericht door de katholieke kerk, dekenij Lier. Lokale priesters stonden  ook als leraar voor de klas. De school had ongeveer 10 leerlingen. 
In de jaren 20 van de twintigste eeuw waren er richtingen zoals lederbewerking, steenkapperij en schoenmakerij. Vanaf de jaren 30 kwamen er ook richtingen zoals diamantbewerking, metaalbewerking, houtbewerking en klederdracht. Rond de jaren 40 was het VTI-Lier de eerste school die elektriciteit aanbood als studierichting. De school telde toen al 300 leerlingen.
Momenteel wordt de school bestuurd door KOBA, ze maakt deel uit van de scholengemeenschap HeLiKS.
Naast IW en EM als sterke doorstroomrichtingen worden ook Elektriciteit, Metaal, Hout en Autotechniek aangeboden, zowel in TSO als in BSO.
De school legt zich heden ten dage toe op leerlingbegeleiding en aandacht voor leer- en leesstoornissen en besteedt veel aandacht aan het gebruik van ICT. 
De school is sedert 2010 ook pilootschool voor Kurzweil, de software die leerlingen met dyslexie gebruiken in de les en tijdens de examens.
In mei 2010 werd het 100-jarig bestaan gevierd met een optocht door de stad Lier en een zeepkistenrace. Dit evenement ging door in het jeugdcentrum van Lier "Het Moevement".
Nadat de NMBS samen met de stad Lier een tiental jaar geleden een plan uitwerkte voor vernieuwing en uitbreiding van de stationsbuurt. bestond de kans dat de school zou uitwijken naar die nieuwe stationsbuurt om er een moderne campus te bouwen. Dit project heeft jaren stil gelegen omdat de NMBS zijn plannen in de koelkast heeft gestoken. In maart 2021 keurde het Schepencollege het ontwerp-uitvoeringsplan “Stationsomgeving Noord” goed, waardoor het VTI in 2027 zou verhuizen.
Vanaf het tweede decennium van de jaren 2000 daalt het leerlingenaantal gevoelig doordat zgn. S.T.E.M.-richtingen (extra aandacht voor Science-Technology-Engineering-Maths) ook worden aangeboden in ASO-scholen, waardoor veel leerlingen ondanks hun technische aanleg toch kiezen voor een ASO-school.